# Втори върховен състав на Народния съд
Вторият състав на Народния съд в София е образуван с цел да осъди бившите народни представители от XXV обикновено народно събрание (24 февруари 1940 г. – 9 септември 1944 г.). Подсъдими по втори състав на Народния съд са 134 души. На 26 август 1996 година присъдите на Втори състав на народния съд са отменени с Решение № 243 на Върховния съд.

## Състав

### Председател
- Светослав Кираджиев

### Членове
- Илия Бенчев
- Кирил Григоров
- Васил Цветков
- Марин Гешков
- Кирил Бежански
- Йордан Пергамов
- Димитрина Йосифова
- Катя Ботушева
- Стоян Митов
- Васил Модев
- Милан Ангелов
- Гаврил Чочов

### Народни обвинители (прокурори)
- Владимир Димчев
- Георги Керемидчиев
- Върбан Ангелов

## Подсъдими
1. Александър Загоров
2. Александър Гатев
3. Александър Карапетров
4. Александър Гигов
5. Александър Радолов
6. Александър Цанков
7. Ангел Долапчиев
8. Ангел Сивинов
9. Ангел Стоянов
10. Андрей Лулчев
11. Атанас Ганчев Попов
12. д-р Атанас Георгиев Попов
13. Атанас Петков Каишев
14. Белю Белев Келешев
15. Божил Петров Пращилов
16. д-р Божко Йорданов Ковачевски
17. Борис Василев Мончев
18. Борис Петров Попов
19. Борис Стефанов Кисов
20. Васил Петров Чобанов
21. Васил Христов Велчев
22. Васил Цветков Василев
23. Велизар Христов Багаров
24. Гаврил Стоянов Ленков
25. Георги Василев Рашков
26. Георги Димитров Шишков
27. Георги (Герчо) Желязов Свинаров
28. Георги Иванов Михайлов
29. Георги Киряков Чалбуров
30. Георги Липовански
31. Георги Миков Нинов
32. Георги Попстефанов Проданов
33. Георги Петров Кендеров
34. д-р Георги Рафаилов Попов
35. Георги Стоянов Петков
36. Гето Кръстев Гетов
37. Данаил Жечев Кънев
38. Делчо Тодоров
39. Дени Костов Недков
40. Деню Цанов Чолаков
41. Деян Петров Деянов
42. Димитър Атанасов Арнаудов
43. Димитър Вълчев Марчев
44. Димитър Георгиев Сараджов
45. Димитър Пешев
46. Димитър Кирев Тонев
47. Димитър Маринов Андреев
48. Димитър Николов Икономов
49. Димитър Тодоров Митков
50. Дончо Димов Узунов
51. Еким Александров Екимов
52. Еню Георгиев Клянтев
53. Жико Петков Струнджев
54. Запрян Неделчев Клявков
55. ген. Иван Русев
56. Иван Борисов Батембергски
57. Иван Василев Петров
58. Иван Димитров Минков
59. Иван Попконстантинов Попиванов
60. д-р Иван Константинов Йотов
61. Иван Попанастасов Райчев
62. Иван Петров Недялков
63. Иван Пешев Гърков
64. Иван Славов Керемидчиев
65. Игнат Илиев Хайдудов
66. Илия Димитров Славков
67. Кирил Георгиев Минков
68. Киро Костадинов Арнаудов
69. Косю Христов Анев
70. Крум Митаков
71. Лазар Василев Бакалов
72. Лазар Маринов Попов
73. Марин Грозев Вълчев
74. Марин Иванов Тютюнджиев
75. Марко Димов Сакарски
76. Матю Иванов Колев
77. Милети Начев Петков
78. Минчо Димитров Ковачев
79. Михаил Йовов
80. Найден Андреев Стоичков
81. Найден Райнов Маринов
82. д-р Неделчо х.Стефанов Куюмджиев
83. Никола Генков Костадинов
84. Никола Василев
85. Никола Иванов Градев
86. Никола Логофетов
87. д-р Никола Христов Минков
88. Николай Василев Султанов
89. Обрешко Славов Обрешков
90. Панайот Тодоров Станков
91. Петко Димитров Кършев
92. д-р Петко Стойков Балкански
93. Петър Георгиев Михалев
94. Петър Димитров Грънчаров
95. Петър Иванов Кьосеиванов
96. д-р Петър Маринов Шишков
97. Петър Николов Думанов
98. Петър Савов Великов
99. Петър Христов Дограмаджиев
100. Рашко Атанасов Атанасов
101. Руси Иванов Маринов
102. Светослав Михайлов Славов
103. Светослав Христов Павлов
104. Серафим Георгиев Апостолов
105. Симеон Андреев Наумов
106. Симеон Иванов Симеонов
107. Симеон Киров Халачев
108. Сирко Станчев Петков
109. Сотир Янев Дробачки
110. Спас Ганев
111. Спас Маринов Поповски
112. Стамо Колчев Пенчов
113. Стефан Иванов Багрилов
114. Стефан Радионов Йосифов
115. Стефан Спасов Керкенезов
116. Стефан Стоянов Стателов
117. Стефан Василев Караиванов
118. Стоян Иванов Омарчевски
119. Стоян Николов Димов
120. Стоян Никифоров
121. Таско Стоилков
122. Тодор Кожухаров
123. Тотю Йорданов Маров
124. Филип Димитров Махмудиев
125. Христо Калфов
126. Христо Статев
127. Христо Стоянов Таукчиев
128. Цвятко Петков Кръстев
129. Цеко Дамянов Вълчев